# Laroque-Timbaut
Laroque-Timbaut är en kommun i departementet Lot-et-Garonne i regionen Nouvelle-Aquitaine i sydvästra Frankrike. Kommunen ligger i kantonen Laroque-Timbaut som tillhör arrondissementet Agen. År 2022 hade Laroque-Timbaut 1 589 invånare.

## Befolkningsutveckling
Antalet invånare i kommunen Laroque-Timbaut
| Referens: INSEE |